# Alpheus Spring Packard
Pour les articles homonymes, voir Packard.
Alpheus Spring Packard est un zoologiste, spécialisé dans l’entomologie, et un géologue américain, né le 19 février 1839 à Brunswick dans le Maine et mort le 14 février 1905 à Providence.

## Biographie
Il fait ses études au Bowdoin College. Il étudie trois ans sous Louis Agassiz (1807-1873) à la Lawrence Science School et obtient en 1864 un Bachelor of Sciences à Harvard. Il fréquente également, à partir de 1864, l’École de médecine du Maine. Packard obtient en 1901 un Doctorate of Laws (LL.D.) honorifique.
De 1864 à 1867, il est assistant chirurgien auprès des vétérans. Il se marie en octobre 1867 à Elizabeth Derby Walcott. De 1865 à 1866, il est le bibliothécaire et le conservateur de la Boston Society of Natural Sciences, conservateur de l’Essex Institute en 1866, conservateur puis directeur du Peabody Academy of Sciences de 1867 à 1878.
Packard est l’entomologiste de l’État du Massachusetts de 1871 à 1873 et membre de la Commission américaine d’entomologie de 1877 à 1882. Il enseigne la zoologie à l'université Brown de Providence, Rhode Island, de 1878 à sa mort.
Il est le fondateur et le directeur durant vingt ans de la revue American Naturalist. Il est notamment l’auteur de Guide to the Study of Insects (1869), Observations on the Glacial Phenomena of Labrador and Maine (1891), A Text-Book of Entomology (1898), Lamarck, the Founder of Evolution, His Life and Work (1901, traduit en français en 1903), A Naturalist on the Labrador Coast (1891).
Packard est le créateur de 50 genres et près de 600 espèces. Il est ardent défenseur des théories néo-lamarckiennes.